# 238號州際公路
238號州際公路（英語：Interstate 238，簡稱I-238），是美國的一條州際公路，全線位於加利福尼亞州舊金山灣區，是加州高速及快速公路系統的一部份。該公路自聖利安卓880號州際公路分出後向東，於卡斯楚谷銜接580號州際公路，全長2.126英里（3.421）。雖然公路是東西走向，標誌卻以南北向標記。由聖利安卓往卡斯楚谷記為南向，反之為北向。238號州際公路是加州中谷地區通往奧克蘭港的主要道路，由於580號州際公路在卡斯楚谷至奧克蘭路段不准貨車通行，所有貨車必須由238號州際公路轉880號州際公路進出奧克蘭，因而造成該公路常有擁塞情形。
I-238在1983年被納入州際公路系統。但這個編號並不遵守州際公路系統的编號規則（38號州際公路並不存在），如果依規則，這條公路的尾數應為80，目前在加州地區未使用的編號有I-180和I-480，但180號加州州道僅離本路段約100哩（在弗雷斯诺附近），480號加州州道計畫在1991年才取消（原路線位於舊金山），為避免用路人混淆，加州公路管理局決定暫不使用這二個編號，而使用公路升級前的編號238。

## 公路沿革
238號州際公路在1983年以前是238號加州州道的一部份，238號加州州道大體上是南北走向，此乃238號州際公路被編為南北向的原因。I-238在與I-580銜接處有另一出口繼續接往238號加州州道向南通往海沃德。
238號州際公路在1956年升級成為高速公路，但在1964年以前，這個路段並未指定任何編號。原本的計畫是在費利蒙境內的238號加州州道至680號州際公路段亦會升級成高速公路（與880號州際公路平行），但在1968年向聯邦申請未果，且數度上訴失敗後，這個計畫無疾而終。
在880號州際公路被納入州際公路系統的同時，這段路亦被納入系統。美國州公路和運輸官員協會在1983年7月7日批准了I-238和I-880這二個編號。I-238二端的系統交流道隨即開始改建，加入缺少的I-238往I-880南向的匝道（原本以作為聯絡道之用）。
1990年代，隨著灣區捷運都柏林／普萊森頓─密爾布瑞線的動工，I-238的分隔島交由捷運局作為舖設鐵道之用。
2009年，全線拓寬為六線道，擁塞情形稍有改善。

## 出口列表
注意：哩程數前方若無字母，表示1964年的量測值，由於路線有稍做更動，哩程可能不準確。
238號州際公路全線位於阿拉米達縣。
| 所在城鎮 | 里程   | 出口編號 | 目的地或服務地區                                          | 備註                   |
| -------- | ------ | -------- | --------------------------------------------------------- | ---------------------- |
| 卡斯楚谷 | R14.47 | 14       | 580號州際公路（麥克阿瑟高速公路），往奧克蘭／斯托克顿     | 僅設南向出口及北向入口 |
| 卡斯楚谷 | R14.47 |          | 238號加州州道，海沃德及                                   | 僅設南向出口及北向入口 |
| 艾許蘭   | 14.95  | 15       | 185號加州州道，及                                         |                        |
| 聖利安卓 | 16.28  | 16B      | ，往聖羅倫佐                                              | 僅設北向出口及南向入口 |
| 聖利安卓 | 16.70  | 16A      | 880號州際公路（尼米茲高速公路）南向，往聖荷西、聖馬刁大橋 | 僅設北向出口及南向入口 |
| 聖利安卓 | 16.70  | 17A      |                                                           | 僅設北向出口及南向入口 |
| 聖利安卓 | 16.70  | 17B      | 880號州際公路（尼米茲高速公路）北向，往奧克蘭             | 僅設北向出口及南向入口 |